# М'якохвіст
М'якохві́ст (Phacellodomus) — рід горобцеподібних птахів родини горнерових (Furnariidae). Представники цього роду мешкають в Південній Америці.

## Опис
М'якохвости — невеликі птахи з довгими, східчастими хвостами, середня довжина яких становить 13-21 см, а вага 14-51 г. Вони мають переважно руде або рудувато-коричневе забарвлення. М'якохвости віддають перевагу рідколіссях і чагарниковим заростям. Це загалом малопомітні, однак досить гучні і крикливі птахи. Вони будують великі, багатокамерні гнізда з гілок.

## Види
Виділяють десять видів:
- М'якохвіст рудолобий (Phacellodomus rufifrons)
- М'якохвіст венесуельський (Phacellodomus inornatus)[6]
- М'якохвіст світлочеревий (Phacellodomus striaticeps)
- М'якохвіст малий (Phacellodomus sibilatrix)
- М'якохвіст перуанський (Phacellodomus dorsalis)
- М'якохвіст перлистоволий (Phacellodomus maculipectus)[7]
- М'якохвіст вохристоволий (Phacellodomus striaticollis)
- М'якохвіст великий (Phacellodomus ruber)
- М'якохвіст червоноокий (Phacellodomus erythrophthalmus)
- М'якохвіст іржастоволий (Phacellodomus ferrugineigula)[8]

## Етимологія
Наукова назва роду Phacellodomus походить від сполучення слів дав.-гр. φακελλος — пучок гілок і δομος — дім.